# Осечна (Великопольское воеводство)
Осечна (пол. Osieczna, нем. Storchnest) — город в Польше, входит в Великопольское воеводство, Лешненский повят. Занимает площадь 4,84 км². Население — 2004 человека (на 2004 год).

## Галерея

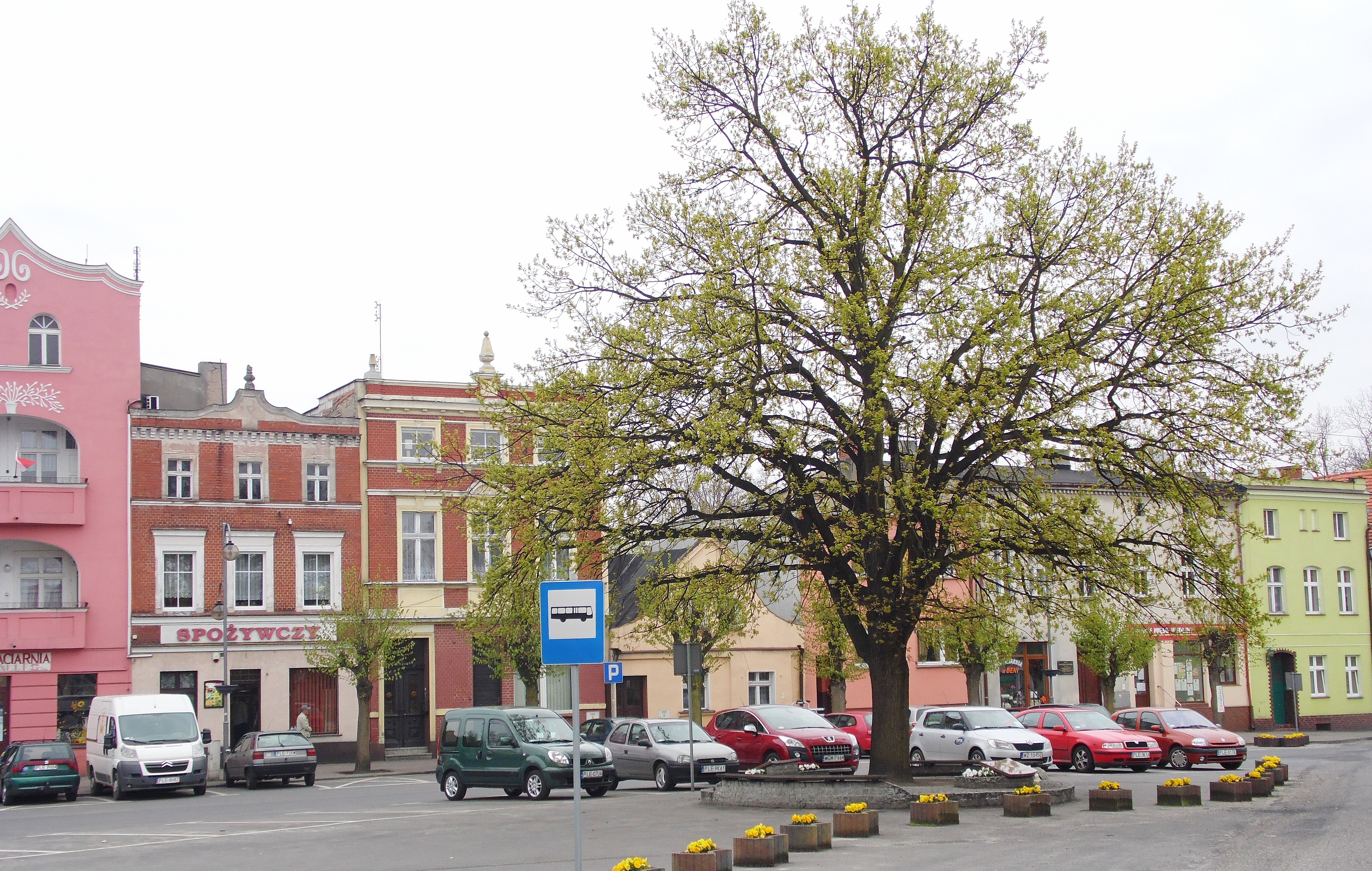
Рыночная площадь
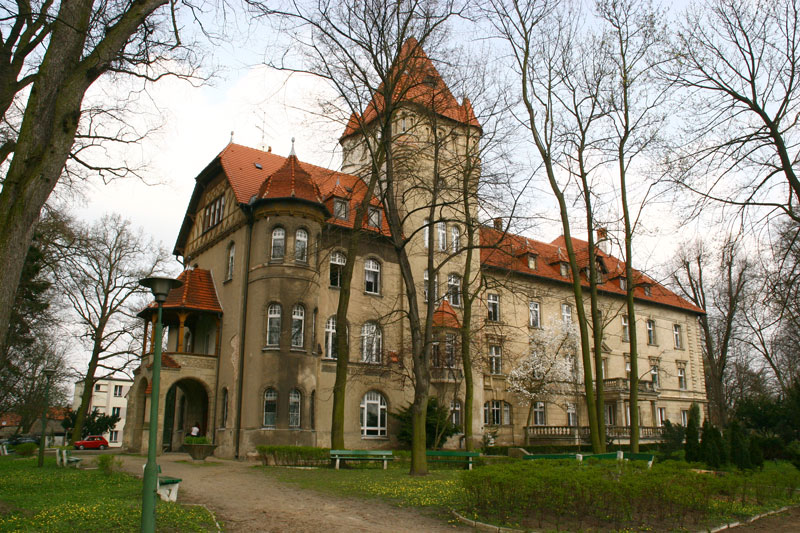
Замок
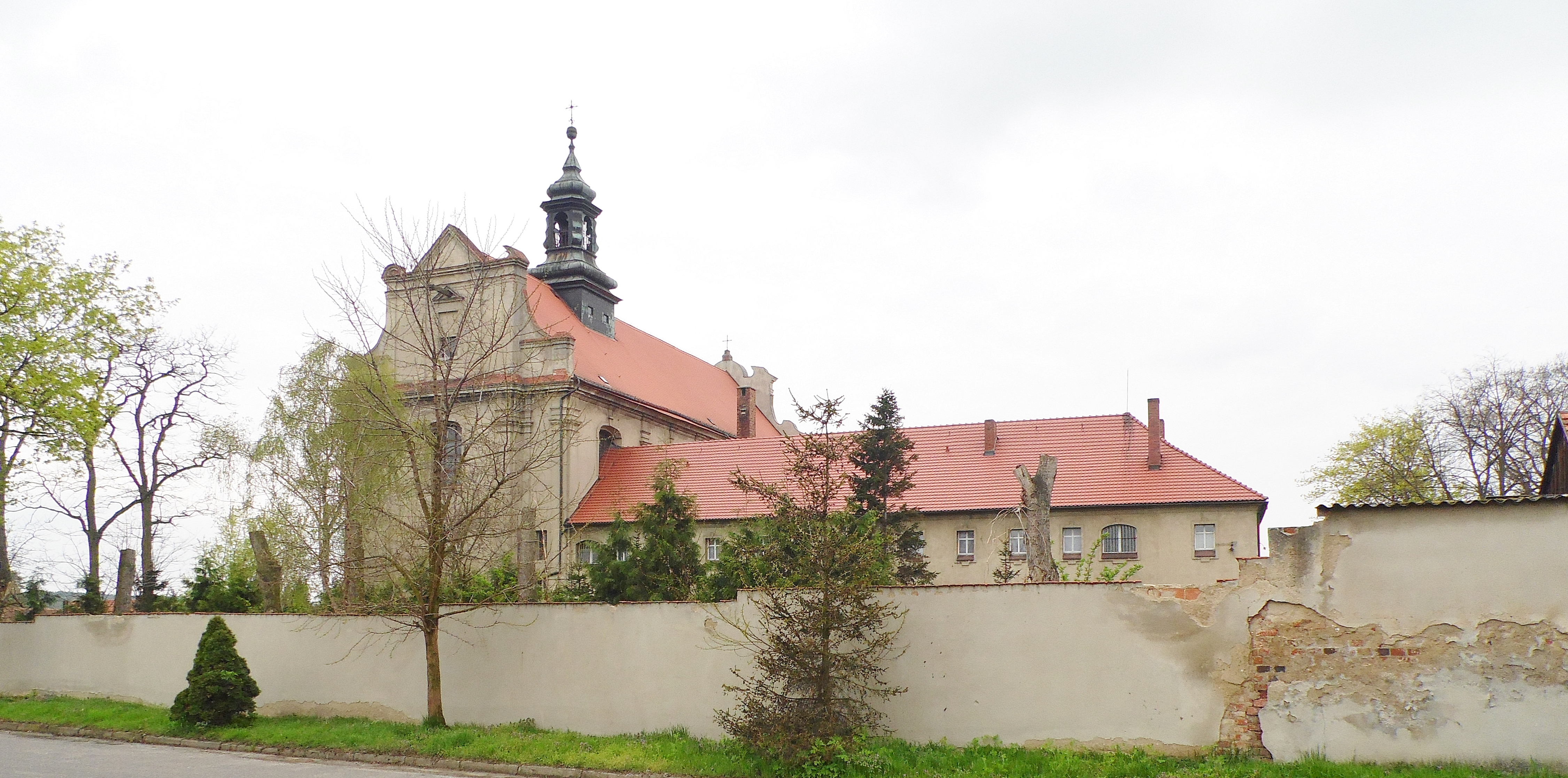
Монастырь
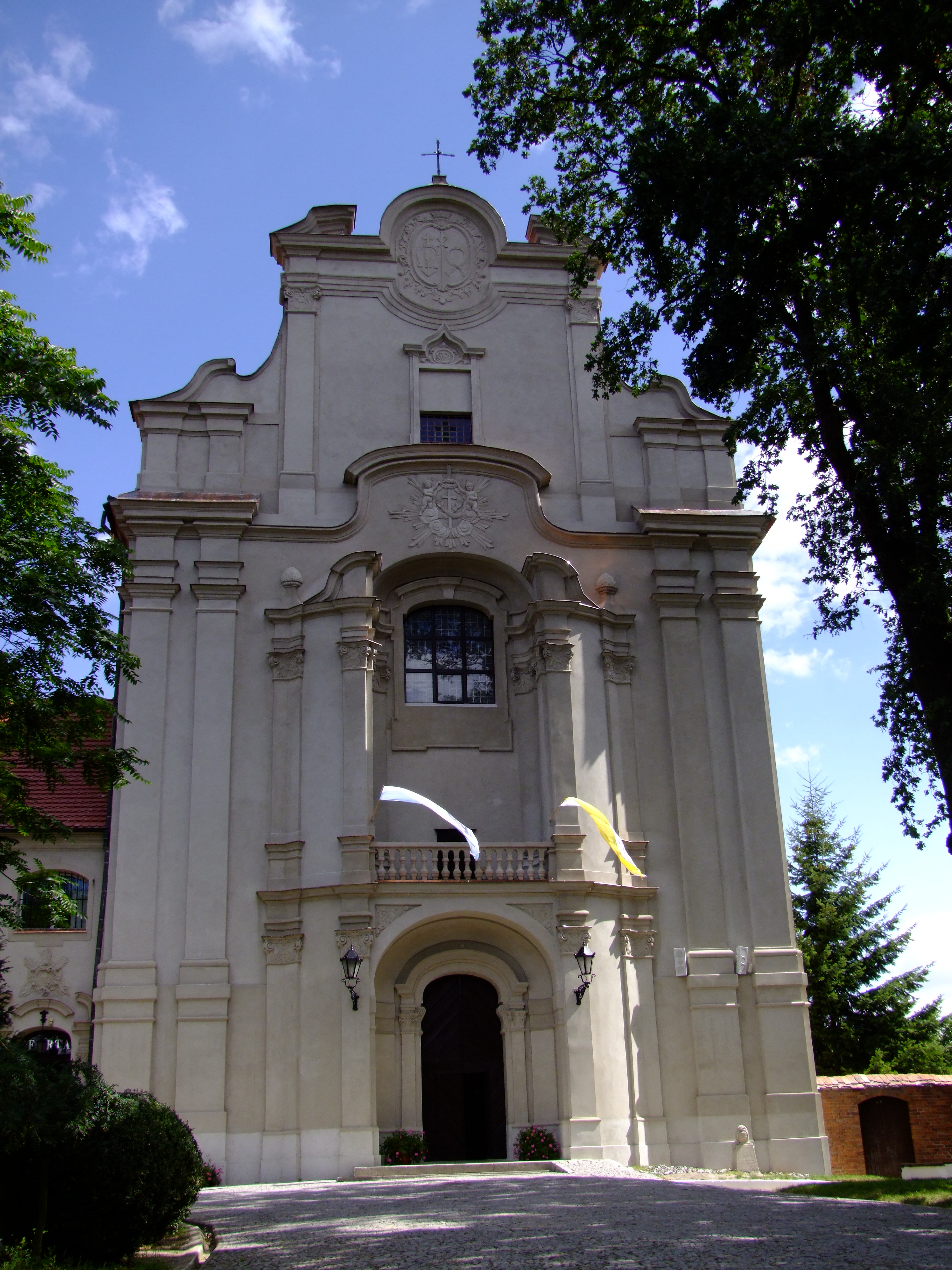
Церковь Св. Валентина
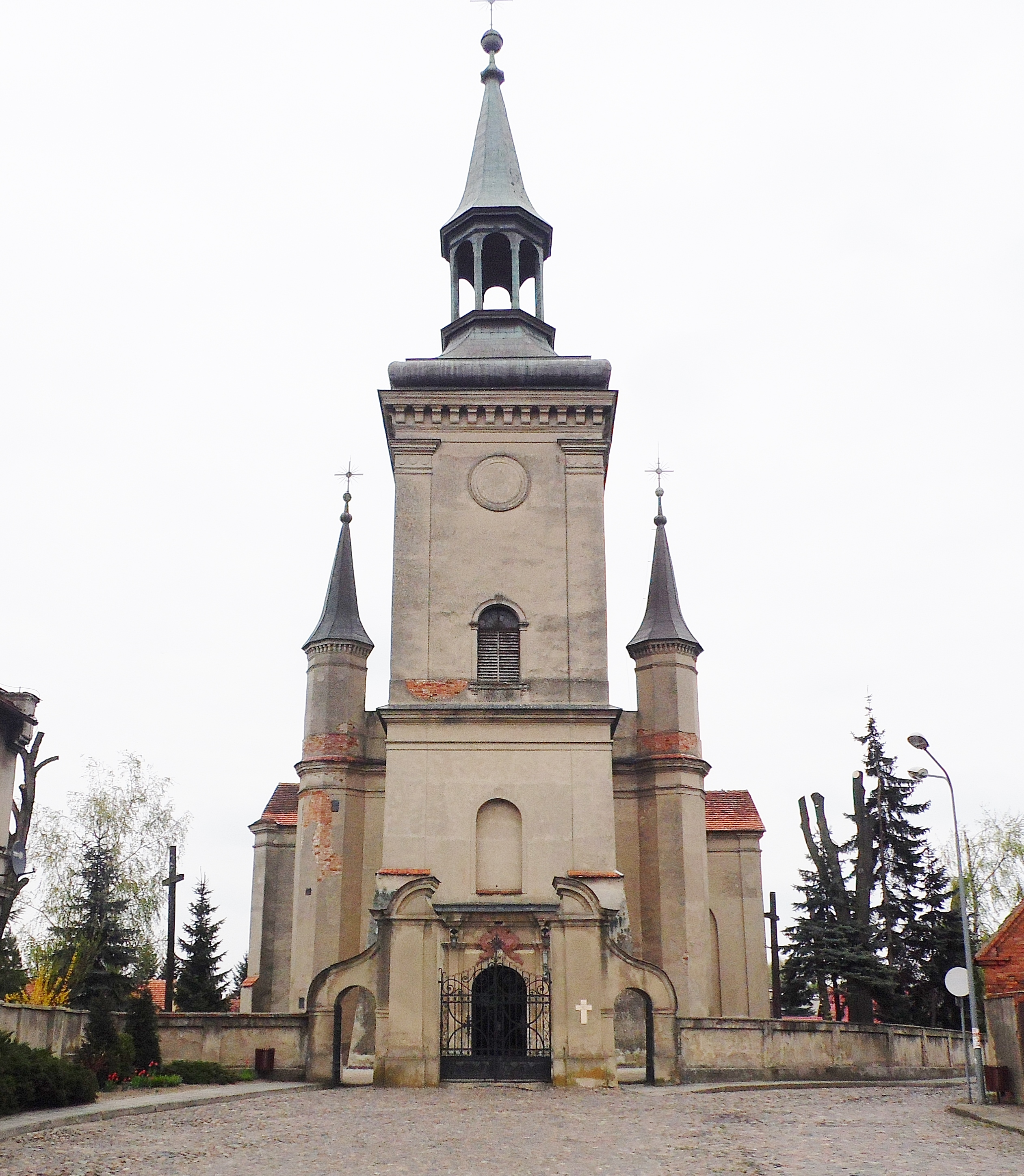
Церковь Св. Троицы